# Karl Hörnfeldt
Karl Hörnfeldt, född den 12 februari 1889 i Härnösand, död den 17 januari 1958 i Falun, var en svensk militär.
Hörnfeldt blev underlöjtnant vid Livregementets grenadjärer 1910, löjtnant där 1914, kapten där 1925 och vid generalstaben 1928. Han var stabschef vid Östra brigaden 1928–1932 och vid Norra arméfördelningen 1932–1934. Hörnfeldt befordrades till major 1933, vid Kronobergs regemente 1934, till överstelöjtnant vid Dalregementet 1937 och till överste i armén 1942. Han var befälhavare i Falu-Mora försvarsområde 1942–1949. Hörnfeldt blev distriktschef för Dalarna i Livförsäkringsaktiebolaget Skåne 1949. Han blev riddare av Svärdsorden 1931 och kommendör av samma orden 1947. Hörnfeldt vilar på Solna kyrkogård.